# Алонсотегі
Алонсотегі (баск. Alonsotegi (офіційна назва), ісп. Alonsótegui) — муніципалітет в Іспанії, у складі автономної спільноти Країна Басків, у провінції Біская. Населення — 2835 осіб (2009).
Муніципалітет розташований на відстані близько 320 км на північ від Мадрида, 5 км на захід від Більбао.
На території муніципалітету розташовані такі населені пункти: (дані про населення за 2009 рік)
- Алонсотегі: 1622 особи
- Іраурегі: 932 особи
- Арбуйо: 281 особа

## Демографія
Динаміка населення (INE ):

## Уродженці
- Андоні Гойкоечеа Оласкоага (*1956) — іспанський футболіст, захисник, згодом — футбольний тренер.

## Галерея зображень

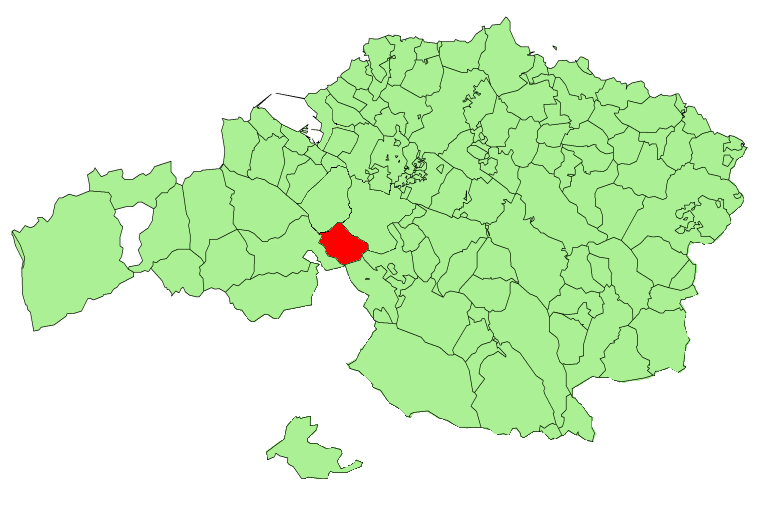
Розташування муніципалітету
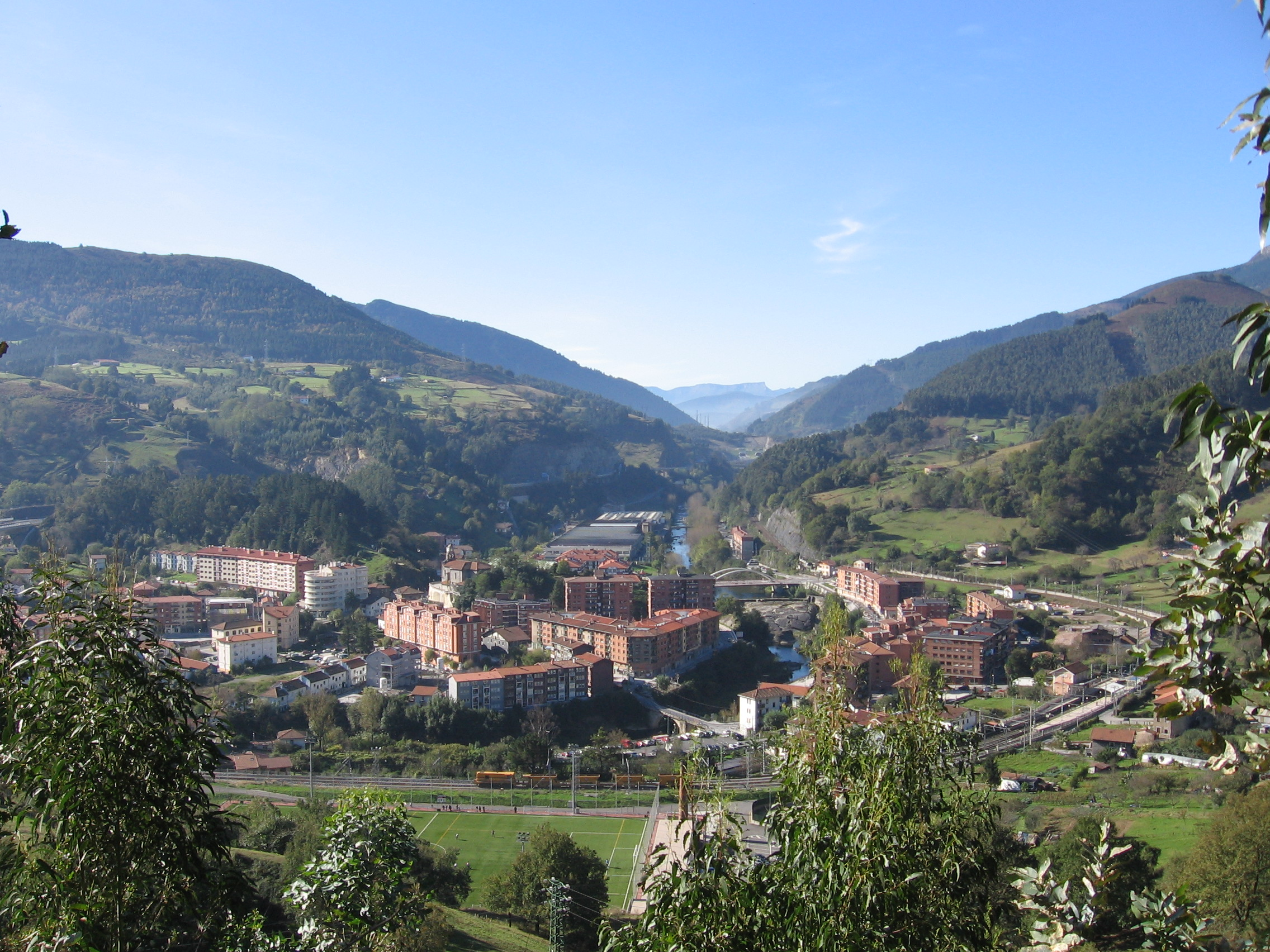
Алонсотегі